# Bán lạng

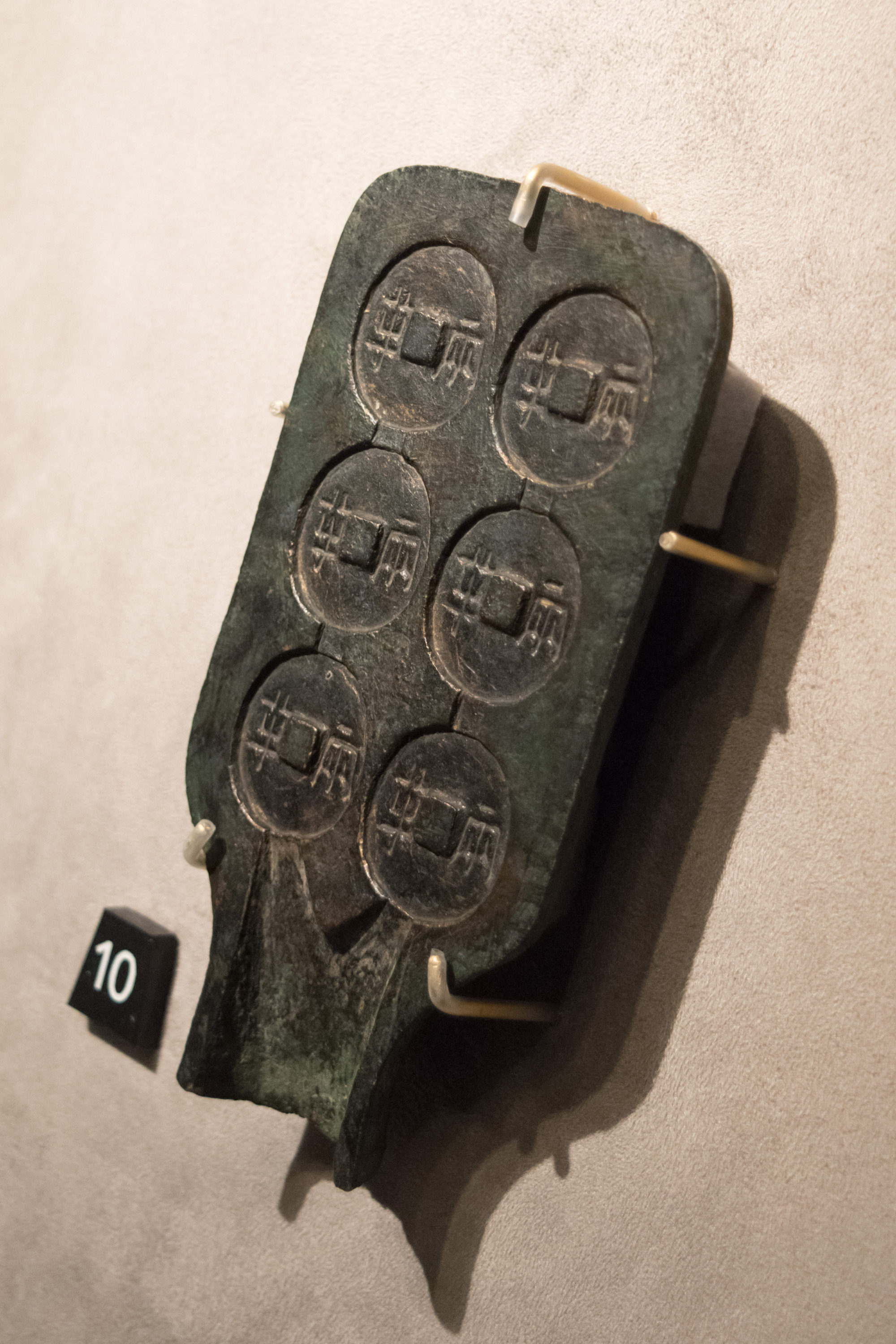
Khuôn đồng dùng để đúc tiền xu Bán lạng của Nước Tần thời Chiến quốc (475 - 221 TCN), khai quật được ở Huyện Kỳ Sơn, Bảo Kê, Thiểm Tây

Bán lạng (tiếng Trung: 半 兩; bính âm: bàn liǎng; tiếng Anh: Ban Liang) là loại tiền tệ thống nhất đầu tiên trong lịch sử Trung Quốc, đúc và phát hành lần đầu vào khoảng năm 210 TCN bởi Tần Thủy Hoàng (mặc dù loại tiền xu này đã được lưu hành trong Nhà Tần trước khi thống nhất Trung Quốc). Tiền xu Bán lạng có hình tròn với lỗ vuông ở giữa. Trước thời điểm đó, nhiều loại tiền xu đã được sử dụng ở Trung Quốc, thường ở dạng lưỡi dao, nên được gọi là tiền dao. Trên thực tế, tiền xu tròn có lỗ vuông được sử dụng đầu tiên dưới thời Nhà Chu, trước khi bị Tần tiêu diệt vào năm 249 TCN.
Bán lạng có trọng lượng tương đương với "nửa lạng" (半 兩), hoặc 12 thù/Zhu (銖, khoảng 0,68 gam). Nó thường nặng từ 6 đến 10 gam, gần như tương đương với xu bạc Stater của Hy Lạp.
Việc đúc và lưu hành tiền xu tròn lỗ vuông là một phần của kế hoạch rộng lớn hơn của Tần Thủy Hoàng, nhầm thống nhất trọng lượng, độ lớn của tiền tệ trong toàn Đế chế Đại Tần. Tiền xu Bán lạng tiếp tục được sử dụng dưới thời Tây Hán cho đến khi nó được thay thế bởi các loại tiền Tam thù và Ngũ thù vào năm 118 TCN.